# Матагами (Квебек)
Матагами (фр. Matagami) је град у Канади у покрајини Квебек. Према резултатима пописа 2011. у граду је живело 1.526 становника.

## Становништво
Према резултатима пописа становништва из 2011. у граду је живело 1.526 становника, што је за 1,9% мање у односу на попис из 2006. када је регистровано 1.555 житеља.
| 2006. | 2011. |
| ----- | ----- |
| 1.555 | 1.526 |